# Cirrochroa miranda
Cirrochroa miranda är en fjärilsart som beskrevs av Corbet 1942. Cirrochroa miranda ingår i släktet Cirrochroa och familjen praktfjärilar. Inga underarter finns listade i Catalogue of Life.